# Copelatus angolensis
Copelatus angolensis es una especie de escarabajo buceador del género Copelatus, de la subfamilia Copelatinae, en la familia Dytiscidae. Fue descrito por Peschet en 1924.